# 北洋漁業
北洋漁業（ほくようぎょぎょう）とは、太平洋北部、およびその縁海であるベーリング海・オホーツク海で行われる漁業のことである。特に、日本の漁船がこの海域で行う遠洋漁業を指すことが多い。

## 概要
北洋漁業が行われる海域はサケ・マス・タラ（特にスケトウダラ）・ニシン・カニ（ズワイガニが中心）などの海産物が豊富で、世界でも屈指の好漁場となっている。日本の漁船は北海道の釧路・根室・函館、東北地方の八戸（青森県）・宮古（岩手県）・気仙沼・石巻・塩釜（いずれも宮城県）・小名浜（福島県いわき市）・魚津（富山県魚津市）などの大規模な漁港を主な母港とし、船内に缶詰加工装置を持つ（後には冷凍装置も搭載した）大型の母船と実際の漁を行う数隻〜数十隻の漁船などで構成された船団により、春に出港し、現場海域で数ヶ月とどまって漁業を行う。水揚げされた海産物は母船内で加工され、日本への帰港時にまとめて出荷される。主な出荷先は日本の大都市だが、一部の缶詰は欧米諸国への輸出にも回される。

## 歴史
19世紀、江戸時代の日本が北海道から千島列島へと勢力を伸ばし、漁業・毛皮交易などの活動を行うようになり、北方海域での漁業が徐々に拡大していった。1855年に日露和親条約が締結され、1868年以降の明治時代に北海道開拓が進むと、近代化・大型化された日本の漁船がこの海域へ出漁していった。一方、千島列島の北に延びるカムチャツカ半島を領有するロシア帝国の人口は少なく、その東のアリューシャン列島やアラスカを領有するアメリカ合衆国もこの海域の漁業を重視しなかったため、北洋漁業は日本の独擅場となっていった。
1905年、日露戦争の終結で結ばれたポーツマス条約ではロシア領の沿岸地域における日本の漁業権が承認され、1907年には日露漁業協約が締結されて、カムチャツカ半島の沿岸や沿海州の日本海沿岸での北洋漁業が拡大した。日本はこの海域での水揚げ高を伸ばし、急増する人口への重要な食料供給源となり、船団の各母港は活況に湧いた。1917年のロシア革命で社会主義革命政権が樹立されると日本はシベリア出兵などで対抗し、1922年のソビエト社会主義共和国連邦（ソ連）成立後も国交は回復されなかったが、旧漁業条約による日本漁船の操業は続けられた。1926年には、前年の国交回復に続いて日ソ漁業条約が締結され、北洋漁業は再び法的根拠を得た。しかしスターリン体制で閉鎖性を強めるソ連政府が日本に提供する漁業海域を徐々に陸地から遠ざけるようになると、北洋漁業の主要海域はベーリング海などの公海上、および日本領の千島列島北部の沿岸海域に移り、漁獲物加工もカムチャツカ半島の中心都市のペトロパブロフスク・カムチャツキーなどのソ連領内の中継基地からすべて現場海域の母船上で行う形態に移った。
日本の代表的な水産会社である日魯漁業（のちのニチロ→マルハニチロ食品を経て現在はマルハニチロ）、大洋漁業（のちのマルハ→マルハニチロ水産を経て現在はマルハニチロ）、日本水産などの基盤はこの北洋漁業で築かれたが、長期間の労働は厳しく、閉ざされた漁船内では船長・漁労長・会社の監督官による一般労働者への虐待が頻発した。これに対する労働争議もしばしば発生し、1929年には作家の小林多喜二が博愛丸で発生した争議を題材にした「蟹工船」を執筆して、日本プロレタリア文学の代表作と評価されるようになった。また、ベーリング海は「低気圧の墓場」と呼ばれてよく激しい嵐に見舞われる上、夏でも気温が10度前後にしか上がらず、霧により見通しが悪くなるなどの厳しい気象条件の中での操業を続けるため、漁船の集団遭難で数十〜数百人の犠牲者が出ることもしばしばだった。すなわち、死と隣り合わせの過酷な労働の上に、北洋漁業は日本国民の生活を支え、漁業会社に巨額の利益をもたらしていた。1930年代後半、日本が日中戦争（支那事変）などで長期戦に深入りすると、北洋海域への船団を送る船舶や燃料の余裕が無くなり、やがて出漁は途絶えた。
それでも第二次世界大戦中の1943年3月25日には、日ソ漁業条約の第8回効力延長に関する議定書の調印が行われた。大戦末期の1945年8月8日にソ連が日本に対して宣戦布告し、8月14日に日本政府がポツダム宣言受諾を最終決定した後に南樺太や千島列島（北方領土）を占領、9月2日に日本が降伏文書に調印し停戦協定が正式発効したことにより、日本の北洋漁業権益も消滅した。
戦後、日本を占領した連合国軍総司令部 (GHQ) は日本漁船の遠洋操業を禁止したが、日本の独立が回復した1952年にこれが解禁され、農林省の水産庁が北洋漁業の再開を決定した。日本はアメリカ・カナダとの漁業条約を締結し、太平洋の北東部海域でのサケ・マス漁が復活した。
1954年には函館市で「北洋漁業再開記念北海道大博覧大会」が開催された。
続いて日本はソ連との漁業交渉を開始し、北方領土問題をめぐる難航を経て、日本の河野一郎農相とソ連のブルガーニン首相との交渉により
1956年5月14日に日ソ漁業条約及び日ソ海難救助協定が調印された。これは当時継続中だった国交回復交渉を大きく後押しし、同年10月19日の日ソ国交回復宣言調印につながった。国交回復により漁業協定も発効し、1957年からベーリング海などの旧北洋漁業海域での操業が再開された。
日本からは再び多くの船団が出港し、漁獲量や収益率が悪い沿岸・近海漁業しかできずに苦しんでいた北日本の漁民は息を吹き返した。一方、厳しい自然環境下での操業ということもあり、1960年代までは年間50件以上の海難事故が発生する年も珍しくない、労働者にとっては過酷な労働条件であった。
ソビエト側は、日本の乱獲による漁業資源の急激な減少被害に遭い、漂流災害 (Дрифтерная катастрофа) と呼んだ。沿岸漁業の漁獲量が急激に減少したことにより、廃村になる漁村が続出した。
戦前とはソ連との力関係が逆転した新生北洋漁業は厳しい漁獲割り当て量に悩まされ、ソ連の国境警備隊やアメリカの沿岸警備隊による拿捕事件が続発した。特にソ連による拿捕は日本人漁民の拘束期間が長期化する例があり、船体は違反操業による没収処分を受けることが多かった。数年ごとに開催される日ソ間の漁業協定更新交渉は常に操業許可水域や魚種別の漁獲高、さらには乱獲防止のための漁法を巡って難航し、時には無協定期間が発生して、北洋漁業の安定操業を大きく阻害した。この日ソ漁業交渉の責任者は、日本側では農相の河野一郎、赤城宗徳などが務めた。一方のソ連側では日ソ国交回復時から20年以上にわたりイシコフが漁業相として担当し、日本側からは非常に厳しい交渉相手と認識されていた。
1976年以降、日本の北洋漁業は急速に衰退した。同年、アメリカが自国の漁業専管水域について領海と同じ12海里（22.224km）から200海里（370.4km）に拡大すると発表し、ソ連も同年に続いた。これは北洋漁業において日本の漁船が水産物の乱獲を行い自国の漁業が被害を受けていると判断したアメリカが、回遊魚であるサケ・マスについての母川国主義を提唱して資源保護を打ち出したものであった。日本も1977年に同様の宣言を行い、やがて1982年制定の国連海洋法条約に排他的経済水域として盛り込まれて、200海里海域内の経済活動保護が国際ルールとして定着していったが、北洋漁業の漁獲量は大きく削減された。折しも1973年には第1次石油危機が発生して漁船の燃料費が高騰し、さらに米ソ両国は日本に対して入漁料の支払いを求めたため、北洋漁業の採算性は悪化し、大量の離職者が発生した。日本政府は1978年に従来の農林省を「農林水産省」に改め、漁業振興を重視する姿勢を見せたが、北方漁業の操業条件は年々厳しくなり、オホーツク海での全面禁漁などに続いて、1988年にアメリカ合衆国の200海里内での操業が不可能となったため、母船式のサケマス漁は終結した。
1993年、公海上でのサケマス漁が全面禁漁とされた。1992年以降、日本の漁船団はロシア連邦（1991年にソ連を継承）200海里内の限定された地域でのみの操業となっているが、漁船の規模や漁法などで規制がかけられ、操業条件は年々厳しくなっている。その代わりとして日本の水産会社は、アメリカやロシアの現地会社と協力し、自国の漁業水域で水揚げした水産物を購入して、かつての北洋漁業の漁獲を補っている。また、日本の水産庁はサケ・マスの養殖事業を促進し、母川国主義を利用した漁獲割当量の増加に力を入れている。
2022年、ロシアがウクライナへ侵攻したことを受け、日本政府はロシアに対して制裁措置を取ったため、漁業交渉に影響を与えると懸念された。なお、2022年6月8日にロシアは、日本側が入漁料を支払わなかったとして、1998年に締結した日ロ漁業協定を停止するとロシア外務省が発表した。